# Inis Oírr
Inis Oírr lub Inis Oirthir – „Wschodnia Wyspa”, albo Inis Thiar „Tylna Wyspa” (ang. Inisheer) jest najmniejszą (567 ha) i wysuniętą najdalej na wschód wyspą archipelagu Aran u zachodnich wybrzeży Irlandii.
Na wyspie znajduje się średniowieczny Caislean Uí Bhriain (Zamek O'Brien), postawiony w miejscu prehistorycznego fortu z VII wieku p.n.e, oraz kurhan z epoki brązu odkryty w 1885 roku po sztormie, który zmył z budowli zalegające na niej pokłady piasku. Na terenie wyspy znajdują się również ruiny kościoła Teampall Caomhán (X–XIV wiek) i świętej studni Tobar Éinne, której patronem jest związany z wyspą Święty Endeusz. Wyspa, wśród miejscowej flory, posiada stosunkowo dużę liczbę endemitów.
Językiem irlandzkim nadal posługuje się na co dzień 343 mieszkańców Inisheer; na wyspę przyjeżdżają często studenci i uczniowie szkół z Galway, Limerick i innych miast, by uczyć się wśród miejscowych tego celtyckiego języka (Gaeltacht). Główną osadą Inis Oírr jest niewielka wieś Fromna.